# Javrezac
Javrezac est une commune du Sud-Ouest de la France située dans le département de la Charente, en région Nouvelle-Aquitaine.
Ses habitants sont les Javrezacais et les Javrezacaises.
Son vignoble est situé en appellation cognac, cru des Borderies.

## Géographie

### Localisation et accès
Javrezac est une commune de l'ouest du département de la Charente, en limite ouest de la commune de Cognac et faisant partie de son agglomération, est située sur la rive droite de la Charente, juste en aval de Cognac sur les rives de l'Antenne.
Javrezac est aussi à 22 km de Saintes et 41 km d'Angoulême.
Javrezac est à la sortie ouest de Cognac sur la route nationale 141, maillon de la route Centre-Europe Atlantique, entre Angoulême et Saintes, traversée par les routes départementales 945 (l'ancienne N 141) et 79. La déviation de Cognac a soulagé le bourg du trafic.
La gare la plus proche est celle de Cognac, desservie par des TER à destination d'Angoulême, Saintes et Royan avec correspondance à Angoulême pour Paris, Bordeaux, Poitiers et Limoges, et à Saintes pour La Rochelle et Niort.

### Hameaux et lieux-dits
La commune compte quelques hameaux ou quartiers : Gâte-Chien et le Buisson au sud, les Angeliers le long de l'Antenne en amont du bourg, le Bouquet sur la route de Louzac, Galienne et l'Essart au nord.

### Communes limitrophes
Javrezac est limitrophe de quatre autres communes dont au nord-ouest Louzac-Saint-André sur une vingtaine de mètres seulement.
| Louzac-Saint-André      |          | Val-de-Cognac |
| Saint-Laurent-de-Cognac | Javrezac | Cognac        |
|                         |          |               |

### Géologie et relief
La commune est située sur un plateau calcaire datant du Crétacé, qui appartient au Coniacien à l'est et Santonien sur une grande moitié ouest sur le plateau, et consiste en calcaires tendres et crayeux,,,.
Le relief de la commune est celui d'un plateau légèrement incliné vers le sud, s'allongeant en pointe entre la vallée de l'Antenne à l'est et la combe Luminat à l'ouest, qui se rejoignent au sud de la commune. Le point culminant est à une altitude de 69 m, situé en limite nord de la commune (réservoir de Chèvre-Nègre). Le point le plus bas est à 7 m, situé en limite sud le long de l'Antenne, non loin de son confluent avec la Charente.
La partie ancienne du bourg est construite en hauteur sur la pente du plateau qui domine l'Antenne, et elle est à environ 20 m d'altitude.

### Hydrographie

#### Réseau hydrographique

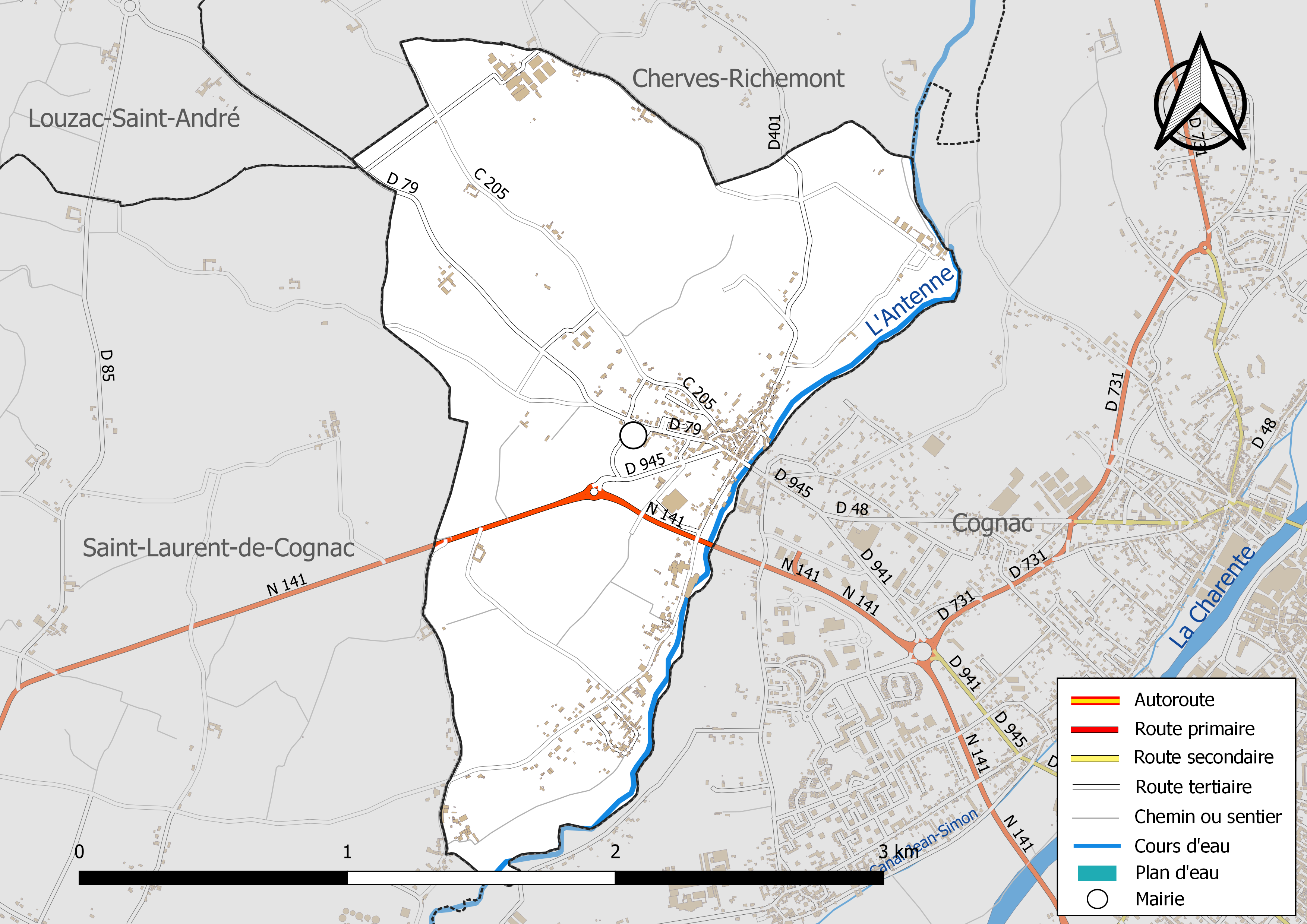
Réseaux hydrographique et routier de Javrezac.

La commune est située dans le bassin versant de la Charente au sein  du Bassin Adour-Garonne. Elle est drainée par l'Antenne, de,.
La commune est traversée par l'Antenne, affluent de la Charente sur sa rive droite. D'une longueur totale de 2 km, prend sa source en Charente-Maritime, dans la commune de Fontaine-Chalendray, et se jette  dans la Charente à Cognac, après avoir traversé 15 communes.
Sur son cours ont été bâtis des moulins : le moulin des Angeliers, le moulin de Javrezac.
Dans le calcaire la rivière a creusé sa vallée pour déboucher sur la très large vallée de la Charente, bien avant de s'y jeter. Toute la vallée est inondable et la partie basse de Javrezac se trouve en zone à risque. Il a été mis en place un PAPI (programme d'actions et de prévention des inondations) copiloté par l'État et l'Institution du fleuve Charente qui est un EPTB (établissement public territorial de bassin). Le service de prévision des crues pour le bassin de la Charente annonce les crues. L'onde de crue met 48h pour aller de Mansle à Javrezac. Tous les ouvrages sur l'Antenne sont ouverts avant la crue puis à son arrivée fermés partiellement afin qu'un apport de l'Antenne ne vienne pas aggraver la crue de la Charente au niveau de Javrezac.

#### Gestion des eaux
Le territoire communal est couvert par le schéma d'aménagement et de gestion des eaux (SAGE) « Charente ». Ce document de planification, dont le territoire correspond au bassin de la Charente, d'une superficie de 9 300 km2, a été approuvé le 19 novembre 2019. La structure porteuse de l'élaboration et de la mise en œuvre est l'établissement public territorial de bassin Charente. Il définit sur son territoire les objectifs généraux d’utilisation, de mise en valeur et de protection quantitative et qualitative des ressources en eau superficielle et souterraine, en respect des objectifs de qualité définis dans le troisième SDAGE  du Bassin Adour-Garonne qui couvre la période 2022-2027, approuvé le 10 mars 2022.

### Climat
Javrezac a comme toute la Charente sauf l'extrême nord-est un climat est océanique aquitain.
| Mois                              | jan. | fév.  | mars  | avril | mai   | juin  | jui.  | août  | sep.  | oct. | nov. | déc. | année   |
| --------------------------------- | ---- | ----- | ----- | ----- | ----- | ----- | ----- | ----- | ----- | ---- | ---- | ---- | ------- |
| Température minimale moyenne (°C) | 2    | 2,8   | 3,8   | 6,2   | 9,4   | 12,4  | 14,4  | 14    | 12,1  | 8,9  | 4,7  | 2,6  | 7,8     |
| Température moyenne (°C)          | 5,4  | 6,7   | 8,5   | 11,1  | 14,4  | 17,8  | 20,2  | 19,7  | 17,6  | 13,7 | 8,6  | 5,9  | 12,5    |
| Température maximale moyenne (°C) | 8,7  | 10,5  | 13,1  | 15,9  | 19,5  | 23,1  | 26,1  | 25,4  | 23,1  | 18,5 | 12,4 | 9,2  | 17,1    |
| Ensoleillement (h)                | 80   | 103,9 | 153,3 | 184,5 | 204,9 | 239,6 | 276,4 | 248,3 | 199,4 | 159  | 96,8 | 78,8 | 2 024,9 |
| Précipitations (mm)               | 80,4 | 67,3  | 65,9  | 68,3  | 71,6  | 46,6  | 45,1  | 50,2  | 59,2  | 68,6 | 79,8 | 80   | 783,6   |

## Toponymie
Les formes anciennes sont Javarziaco en 1312-1398, Javarzac (non daté, vers le XIVe siècle), Gabarciaco sur une monnaie mérovingienne.
L'origine du nom de Javrezac remonterait à un nom de personne gallo-romain Gabritius, peut-être dérivé lui-même du gaulois gabro-, « chèvre », auquel est apposé le suffixe -acum, ce qui correspondrait à « domaine de Gabritius ». Ces villae en -ac ont donné par la suite nos villages.
Javrezac est l’orthographe du XVIIIe siècle.

## Histoire

### Antiquité et Moyen Âge
Les abris sous roches de la rive droite de l'Antenne entre Javrezac et les Angeliers ont été occupés depuis le Néolithique.
Les moulins de Javrezac sont l'objet de transactions entre les Templiers de Châteaubernard, l'abbaye de Fontdouce les meuniers et consorts en 1220.
Le fief de Javrezac appartenait aux Bernard de Javrezac auxquels ont succédé les Céris alors que les fiefs d'Angeliers et de Monsauson étaient aux Pons de la Gourgue qui les vendirent aux Brémond d'Ars au XVIIe siècle. Le chapitre de la cathédrale Saint-Pierre de Saintes était seigneur de Javrezac et les dîmes étaient au treize.

#### Les Hospitaliers
Un document de 1537 nous montre Javrezac avec ses moulins (il n'est pas précisé s'il s'agit de deux bâtiments ou d'un moulin noir et un moulin blanc dans le même lieu) situés en aval d'Angeliers, munis de chaussées sur les deux rives de l'Antenne en indivision entre l'abbaye de Fontdouce et la commanderie de Châteaubernard. Sont notés forêts, maisons, jardins, et les vignes de plusieurs propriétaires. Le port de Javrezac y est noté ainsi que la voie allant de ce port à Saint-Laurent-de-Cognac.

### DuXVIesiècleà nos jours
Au XVe siècle, au « pérat » d'Angelier, à Javrezac, on traversait l'Antenne sur des « planches » que l'on enlevait en cas de crue, à l'exception d'une seule, d'un pied de large.
Javersac ou Javerzac était de la juridiction royale de Cognac. C'était une cure de l’ancien diocèse de Saintes, de l'archiprêtré de Jarnac.
Bernard de Javerzac, qui était en partie seigneur de Javerzac est un poète du XVIIe siècle, mort après 1660 qui a publié une Entière description de la ville de Cognac en 1625. Il est aussi l'un des ancêtres de François Mitterrand.
Les bâtiments actuels du moulin des Angeliers et du moulin de Javrezac datent du XVIIIe siècle et ont été remaniés au XIXe siècle.
Le 7 mars 1787 les représentants de Javrezac à l'assemblée préliminaire des États généraux qui se tient à la salle capitulaire des Récollets de Cognac sont Landard et François Billard.
Du 13 juin 1940 à mi-juillet 1940 la succursale française de The Royal Bank of Canada quitte Paris pour Javrezac. Henry Gagnon son directeur garde l'établissement ouvert. Comme la succursale est restée ouverte, les forces d'occupation allemandes l'autorisent à retourner avec ses 14 employés restants au 3, rue Scribe, à Paris et elle reprend les activités.

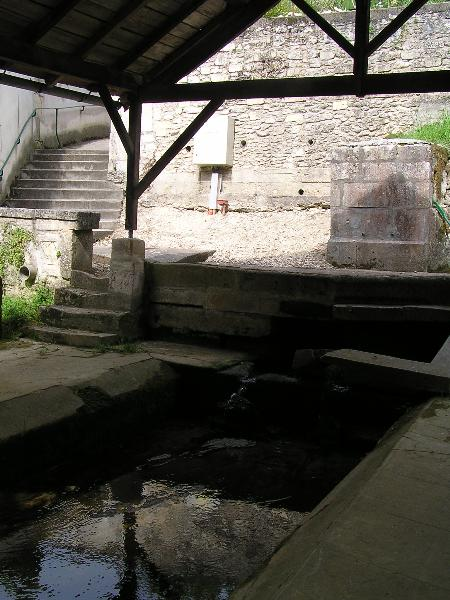
Lavoir de Javrezac.
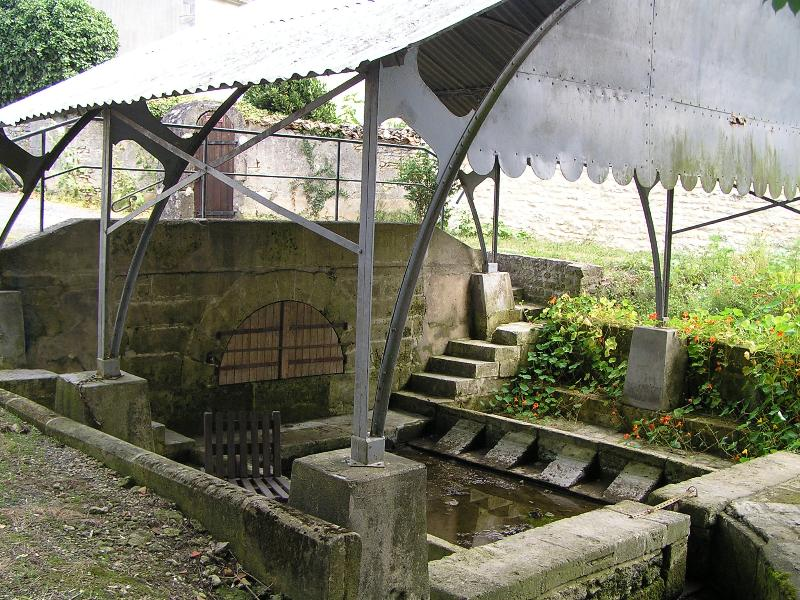
Lavoir de Gade Chien en aval.
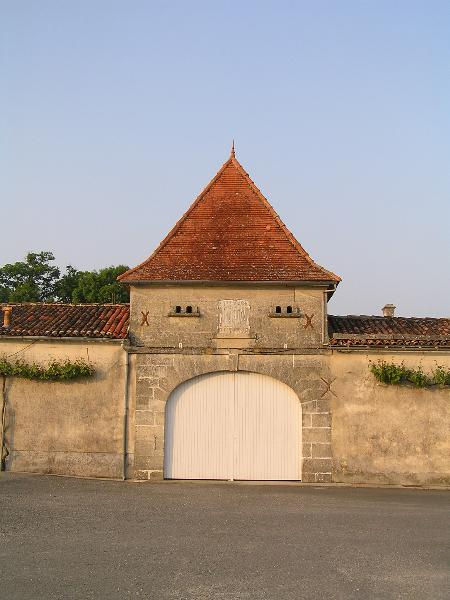
Pigeonnier porche de Galienne.
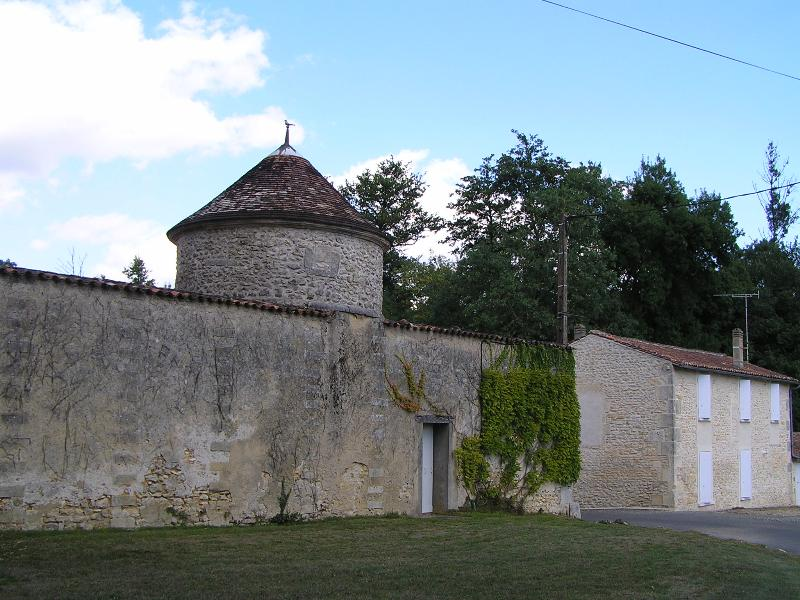
Pigeonnier aux Angeliers.

## Politique et administration
En 1793, Marquizeau fut en alternance avec Billard l'officier public puis le premier maires fut Billard de 1804 (an XII) à 1811.
| Période                                  | Période  | Identité                                      | Étiquette | Qualité            |
| ---------------------------------------- | -------- | --------------------------------------------- | --------- | ------------------ |
| 1977                                     | 2014     | Jean Gombert                                  | DVD       | Conseiller général |
| 2014                                     | En cours | Pascale Belle Réélue pour le mandat 2020-2026 |           |                    |
| Les données manquantes sont à compléter. |          |                                               |           |                    |

Lors de l'élection présidentielle de 2007, au second tour, il y a eu 436 votants pour 495 inscrits, qui ont donné 210 voix à Nicolas Sarkozy et 207 voix à Ségolène Royal mais lors de l'élection législative de 2007, au second tour, il y a eu  317 votants  qui ont donné 164 voix à Marie-Line Reynaud la candidate socialiste qui a été élue et 140 voix à Jérôme Mouhot le maire de Cognac et candidat UMP.
Javrezac est la huitième commune de la communauté de communes du Grand Cognac.

### Fiscalité
La fiscalité est d'un taux de 7,74 % sur le bâti, 37,07 % sur le non bâti, et 6,32 % pour la taxe d'habitation (chiffres 2007).
La communauté de communes de Cognac que Javrezac a rejoint en 2002 prélève 12,14 % de taxe professionnelle.

## Urbanisme

### Typologie
Au 1er janvier 2024, Javrezac est catégorisée commune rurale à habitat dispersé, selon la nouvelle grille communale de densité à 7 niveaux définie par l'Insee en 2022.
Elle appartient à l'unité urbaine de Cognac, une agglomération intra-départementale dont elle est une commune de la banlieue,. Par ailleurs la commune fait partie de l'aire d'attraction de Cognac, dont elle est une commune de la couronne,. Cette aire, qui regroupe 44 communes, est catégorisée dans les aires de 50 000 à moins de 200 000 habitants,.

### Occupation des sols
L'occupation des sols de la commune, telle qu'elle ressort de la base de données européenne d’occupation biophysique des sols Corine Land Cover (CLC), est marquée par l'importance des territoires agricoles (78,2 % en 2018), en diminution par rapport à 1990 (79,9 %). La répartition détaillée en 2018 est la suivante : 
cultures permanentes (71,8 %), zones urbanisées (13,8 %), forêts (7,6 %), zones agricoles hétérogènes (6,5 %), zones industrielles ou commerciales et réseaux de communication (0,4 %). L'évolution de l’occupation des sols de la commune et de ses infrastructures peut être observée sur les différentes représentations cartographiques du territoire : la carte de Cassini (XVIIIe siècle), la carte d'état-major (1820-1866) et les cartes ou photos aériennes de l'IGN pour la période actuelle (1950 à aujourd'hui).

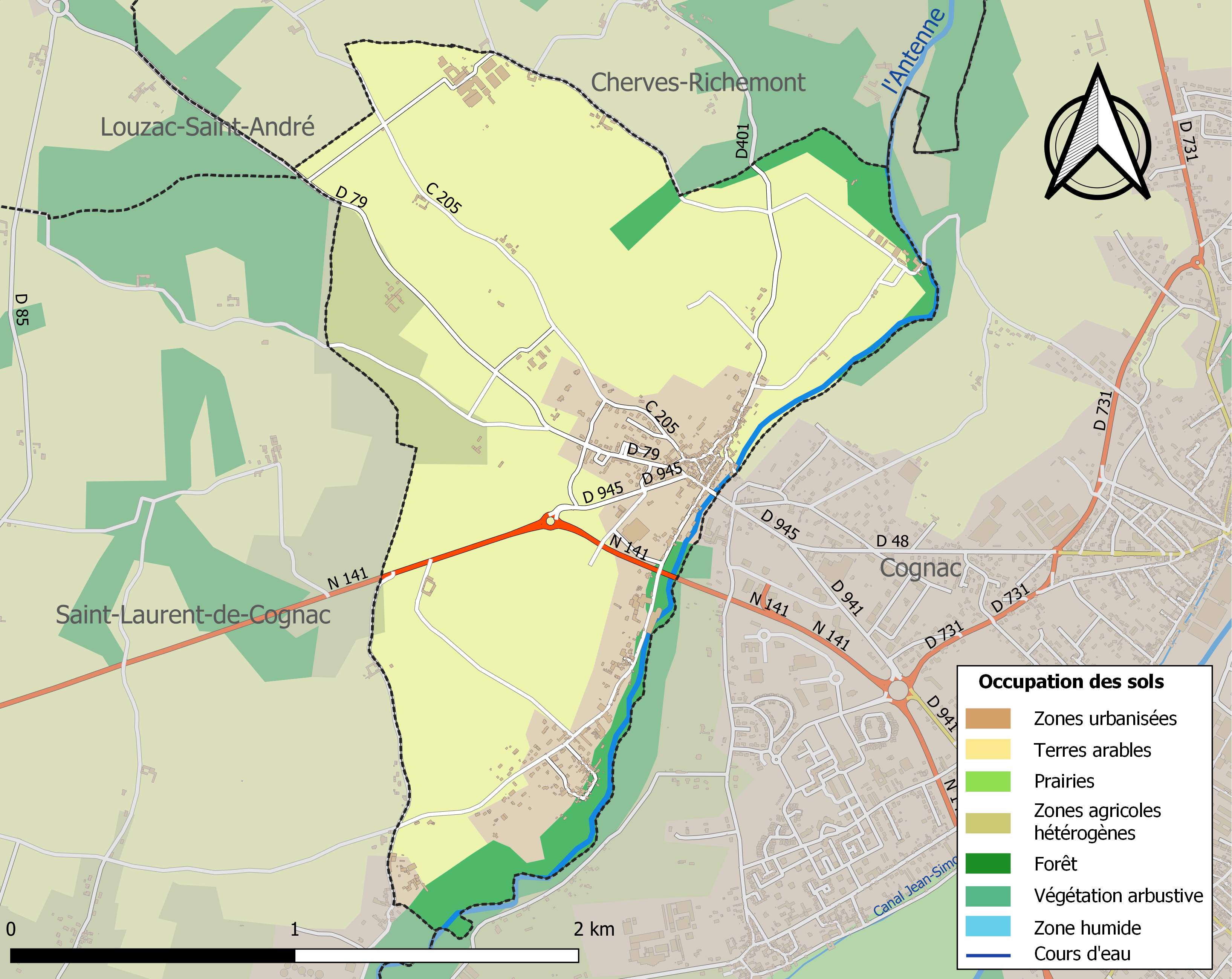
Carte des infrastructures et de l'occupation des sols de la commune en 2018 (CLC).

### Risques majeurs
Le territoire de la commune de Javrezac est vulnérable à différents aléas naturels : météorologiques (tempête, orage, neige, grand froid, canicule ou sécheresse), inondations et séisme (sismicité modérée). Il est également exposé à un risque technologique,  le transport de matières dangereuses. Un site publié par le BRGM permet d'évaluer simplement et rapidement les risques d'un bien localisé soit par son adresse soit par le numéro de sa parcelle.

#### Risques naturels
La commune fait partie du territoire à risques importants d'inondation (TRI) Saintes-Cognac-Angoulême, regroupant 46 communes concernées par un risque de débordement du fleuve Charente (34 en Charente et 12 en Charente-Maritime), un des 18 TRI qui ont été arrêtés fin 2012 sur le bassin Adour-Garonne. Les événements antérieurs à 2014 les plus significatifs sont les crues de l'hiver 1779, de 1842, de 1859, du 9 décembre 1882 du 19 février 1904, du 10 janvier 1961, de mars-avril 1962, du 24 décembre 1982 et du 8 janvier 1994. Des cartes des surfaces inondables ont été établies pour trois scénarios : fréquent (crue de temps de retour de 10 ans à 30 ans), moyen (temps de retour de 100 ans à 300 ans) et extrême (temps de retour de l'ordre de 1 000 ans, qui met en défaut tout système de protection). La commune a été reconnue en état de catastrophe naturelle au titre des dommages causés par les inondations et coulées de boue survenues en 1982, 1986, 1987, 1993, 1999, 2000 et 2021,.

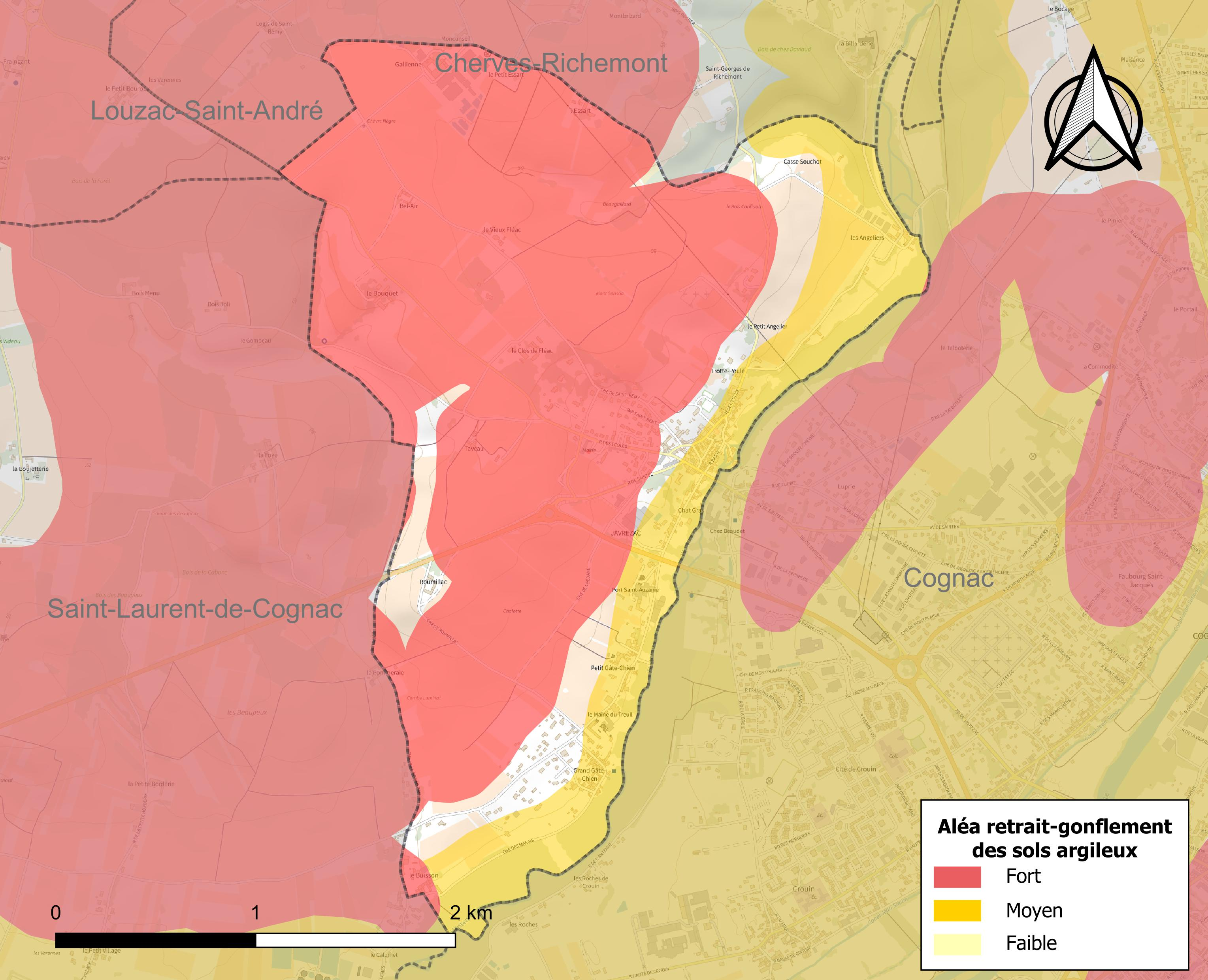
Carte des zones d'aléa retrait-gonflement des sols argileux de Javrezac.

Le retrait-gonflement des sols argileux est susceptible d'engendrer des dommages importants aux bâtiments en cas d’alternance de périodes de sécheresse et de pluie. 88 % de la superficie communale est en aléa moyen ou fort (67,4 % au niveau départemental et 48,5 % au niveau national). Sur les 320 bâtiments dénombrés sur la commune en 2019,  269 sont en aléa moyen ou fort, soit 84 %, à comparer aux 81 % au niveau départemental et 54 % au niveau national. Une cartographie de l'exposition du territoire national au retrait gonflement des sols argileux est disponible sur le site du BRGM,.
Par ailleurs, afin de mieux appréhender le risque d’affaissement de terrain, l'inventaire national des cavités souterraines permet de localiser celles situées sur la commune.
Concernant les mouvements de terrains, la commune a été reconnue en état de catastrophe naturelle au titre des dommages causés par la sécheresse en 2003 et par des mouvements de terrain en 1999.

#### Risques technologiques
Le risque de transport de matières dangereuses sur la commune est lié à sa traversée par une ou des infrastructures routières ou ferroviaires importantes ou la présence d'une canalisation de transport d'hydrocarbures. Un accident se produisant sur de telles infrastructures est susceptible d’avoir des effets graves sur les biens, les personnes ou l'environnement, selon la nature du matériau transporté. Des dispositions d’urbanisme peuvent être préconisées en conséquence.

## Démographie

### Évolution démographique
L'évolution du nombre d'habitants est connue à travers les recensements de la population effectués dans la commune depuis 1793. Pour les communes de moins de 10 000 habitants, une enquête de recensement portant sur toute la population est réalisée tous les cinq ans, les populations de référence des années intermédiaires étant quant à elles estimées par interpolation ou extrapolation. Pour la commune, le premier recensement exhaustif entrant dans le cadre du nouveau dispositif a été réalisé en 2006.

En 2022, la commune comptait 581 habitants, en évolution de −1,69 % par rapport à 2016 (Charente : −0,48 %, France hors Mayotte : +2,11 %).
| 1793 | 1800 | 1806 | 1821 | 1831 | 1841 | 1846 | 1851 | 1856 |
| ---- | ---- | ---- | ---- | ---- | ---- | ---- | ---- | ---- |
| 390  | 411  | 467  | 485  | 562  | 607  | 592  | 567  | 591  |

| 1861 | 1866 | 1872 | 1876 | 1881 | 1886 | 1891 | 1896 | 1901 |
| ---- | ---- | ---- | ---- | ---- | ---- | ---- | ---- | ---- |
| 667  | 653  | 660  | 637  | 589  | 606  | 680  | 680  | 647  |

| 1906 | 1911 | 1921 | 1926 | 1931 | 1936 | 1946 | 1954 | 1962 |
| ---- | ---- | ---- | ---- | ---- | ---- | ---- | ---- | ---- |
| 655  | 657  | 606  | 586  | 615  | 541  | 630  | 740  | 728  |

| 1968 | 1975 | 1982 | 1990 | 1999 | 2006 | 2011 | 2016 | 2021 |
| ---- | ---- | ---- | ---- | ---- | ---- | ---- | ---- | ---- |
| 705  | 704  | 678  | 666  | 688  | 643  | 633  | 591  | 575  |

| 2022 | - | - | - | - | - | - | - | - |
| ---- | - | - | - | - | - | - | - | - |
| 581  | - | - | - | - | - | - | - | - |

### Pyramide des âges
La population de la commune est relativement âgée.
En 2018, le taux de personnes d'un âge inférieur à 30 ans s'élève à 24,9 %, soit en dessous de la moyenne départementale (30,2 %). À l'inverse, le taux de personnes d'âge supérieur à 60 ans est de 33,7 % la même année, alors qu'il est de 32,3 % au niveau départemental.
En 2018, la commune comptait 278 hommes pour 293 femmes, soit un taux de 51,31 % de femmes, légèrement inférieur au taux départemental (51,59 %).
Les pyramides des âges de la commune et du département s'établissent comme suit.
| Hommes | Classe d’âge | Femmes |
| ------ | ------------ | ------ |
| 1,1    | 90 ou +      | 1,4    |
| 10,1   | 75-89 ans    | 12,5   |
| 19,7   | 60-74 ans    | 22,6   |
| 22,4   | 45-59 ans    | 22,8   |
| 20,6   | 30-44 ans    | 17,1   |
| 11,7   | 15-29 ans    | 12,9   |
| 14,4   | 0-14 ans     | 10,8   |

| Hommes | Classe d’âge | Femmes |
| ------ | ------------ | ------ |
| 1      | 90 ou +      | 2,7    |
| 9,2    | 75-89 ans    | 12     |
| 20,6   | 60-74 ans    | 21,3   |
| 20,7   | 45-59 ans    | 20,3   |
| 16,8   | 30-44 ans    | 16     |
| 15,6   | 15-29 ans    | 13,4   |
| 16,1   | 0-14 ans     | 14,3   |

### Remarques
Javrezac, très proche de la ville de Cognac n'a pas connu d'exode rural à la fin du XIXe siècle. Sa population a augmenté de 60 % au XIXe siècle puis de 6 % au XXe siècle.
La commune comprend 311 actifs dont 270 ont un emploi (taux de chômage de 12,9 %).
Les 270 actifs ayant un emploi sont 161 hommes et 100 femmes dont 225 sont salariés et 45 non salariés.

## Économie
La viticulture est une activité importante de Javrezac, qui est située en Borderies, dans la zone d'appellation d'origine contrôlée du cognac.
Certains producteurs vendent aussi du pineau des Charentes à la propriété. Plusieurs grandes distilleries sont établies à Javrezac.
L'activité artisanale et commerciale se limite à quelques artisans du BTP, un fabricant de palettes, un paysagiste, une coiffeuse et un boulanger qui fait bar tabac, ainsi qu'un antiquaire. Toute l'activité commerciale se trouve à Cognac avec même un supermarché limitrophe de Javrezac.

## Équipements, services et vie locale

### Enseignement
Javrezac possède une école élémentaire publique, Jean-Rostand, comprenant trois classes. Les collèges et lycées sont à Cognac avec service de transports communautaires de la communauté de communes du Grand Cognac. Le secteur du collège est Claude-Boucher à Cognac.

### Santé
Tous les autres services, équipements et commerces se trouvent à Cognac.

## Culture locale et patrimoine

### Lieux et monuments

#### Patrimoine religieux

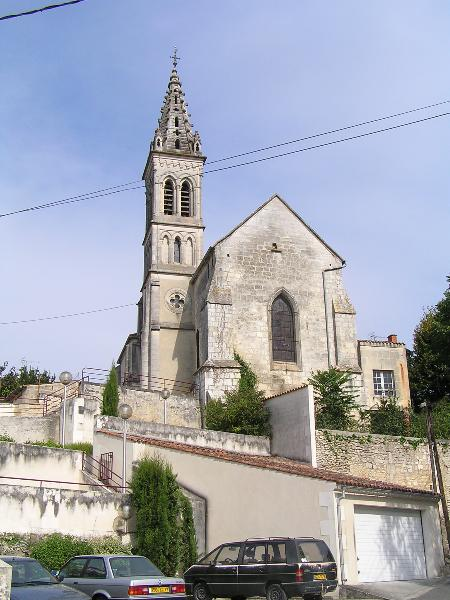
L'église Saint-Pierre.

Dans l'église Saint-Pierre seul le chœur est du  XIIe siècle car elle a été remaniée au XVe siècle, puis reconstruite à partir de 1857. Le clocher date du XXe siècle (inscription peinte dans le clocher : 1903).
L'église possède un riche mobilier, dont des vitraux du début du XXe siècle, des tabernacles, fonts baptismaux et ostensoir.

#### Patrimoine civil

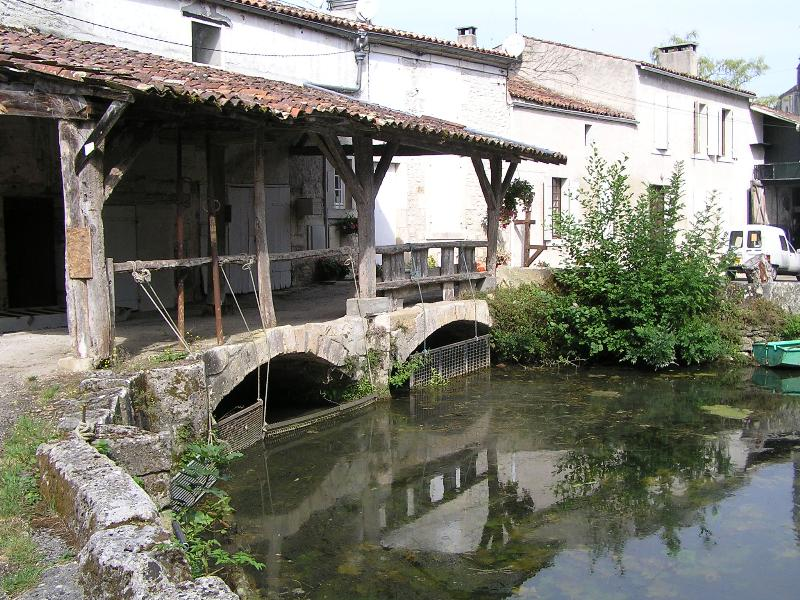
Le moulin de Javrezac.

- Le logis du Bouquet porte la date de 1670 sur son portail. Le lieu-dit Le Bouquet figure sur la carte de Cassini comme métairie. Il aurait été un relais de chasse de François Ier. Actuellement, c'est un manoir du XVIIe ou XVIIIe siècle en rez-de-chaussée.
- De nombreuses maisons et fermes caractéristiques de l'architecture rurale des XVIIe siècle au XIXe siècle sont étudiées et repérées sur la base Mérimée. Elles forment une architecture charentaise classique avec les murs blanchis et les toitures de tuile tant dans le village bâti sur la pente que dans l'habitat dispersé sur le reste de la commune. Le long de l'Antenne se trouvent deux lavoirs : un dans Javrezac et un, en aval, à Gade-Chien et deux moulins dont les bâtiments actuels sont du XVIIIe siècle remaniés au XIXe siècle[46]. Le moulin des Angeliers est situé en amont dans une partie de la rivière à plusieurs bras munis d'un système complexe d'écluses, alors que le moulin de Javrezac est situé dans le village.
- La distillerie du domaine de Gallienne est une importante distillerie de la maison Martell depuis 1953[48]. La première distillerie a été construite en 1963 avec 10 chaudières de 10 hl, puis une seconde fut bâtie en 1973  avec huit chaudières de 25 hl et quatre chaudières de 130 hl et enfin une troisième en 1993[49]. Le domaine figure sur la carte de Cassini et était la propriété du maire de Javrezac en 1824.

### Patrimoine naturel

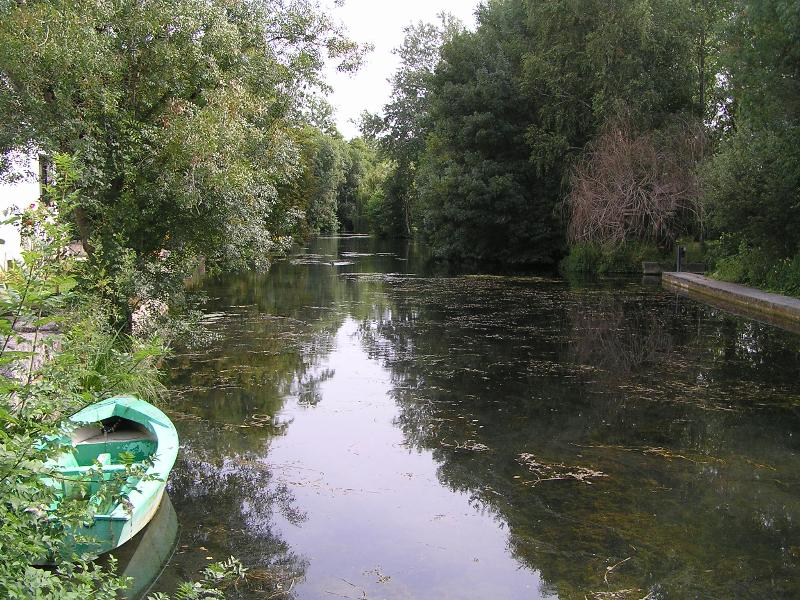
L'Antenne à Javrezac.

Le site Natura 2000 de la vallée de l'Antenne comporte une aulnaie-frênaie de bordure entretenue pour maintenir les berges.
La description faite dans la fiche de site FR5400473 « un des sites alluviaux régionaux les mieux conservés avec notamment des surfaces encore importantes couvertes d'aulnaie-frênaie inondable parcourue par un dense chevelu de bras secondaires de l'Antenne, une petite rivière aux eaux de bonne qualité ».
Cette rivière de première catégorie piscicole a un débit minimal moyen de 0,49 m3/s.
Les mammifères remarquables sur ce site natura 2000 sont les loutres et les visons d'Europe, ce dernier n'est plus présent que dans sept départements français. De nombreuses mesures sont mises en place pour sa protection comme le piégeage des ragondins effectué avec des pièges munis d'une petite ouverture qui permet aux visons d'Europe de s'échapper.
Les batraciens sont nombreux avec présence de deux espèces de rainettes françaises, de crapauds et de salamandres.
Les poissons trouvent de nombreuses frayères, ils sont nombreux et de diverses espèces, brochet, truite, carpe, anguille mais aussi chabot, lamproie de Planer et lamproie de rivière  ainsi que cyprinidés d'eau vive (chevesne, barbeau, goujon).
En plus de nombreux insectes courants, on trouve plusieurs espèces de libellules.

### Personnalités liées à la commune
- Bernard de Javrezac, historien et poète du XVIIe siècle[51],[52].